# Elissa (Schiff)
Die Elissa ist eine 1877 in Schottland gebaute Bark (Segelschiff) und liegt heute als Museumsschiff im The Seaport Museum in den Vereinigten Staaten.

## Geschichte

### Aktive Dienstzeit
Das Schiff wurde am 27. Oktober 1877 für den Liverpooler Reeder Henry Fowler Watt als Elissa bei der Werft Alexander Hall & Company im schottischen Aberdeen zu Wasser gelassen. Watt betreibt das Schiff bis 1897 und veräußert es dann an die norwegische Reederei Bugge & Olsen, die den Segler in Fjeld umbenennt. Nach einem Verkauf nach Schweden im Jahr 1911, gelangt die Fjeld 1912 an Carl Johansson aus Kalmar, der sie auf Gustaf umtauft. Zum Ende des Ersten Weltkriegs wird die Gustaf zur Barkentine umgeriggt und mit ihrem ersten Motor versehen. Erst 1930 wird die Gustaf wieder weitergegeben, diesmal nach Finnland. Die neuen Eigner lassen das Schiff zum Schoner umtakeln sowie 1936 einen neuen Motor einbauen, ein neues Deckshaus mit Brücke auf dem Quarterdeck anbringen und den Steven verkürzen. Im Jahr 1959 findet die Gustaf neue griechische Eigner, die ihr den Namen Christophoros geben. Zwei Jahre darauf entdeckt der Marinearchäologe Peter Throckmorton das Schiff in Piräus. Im Jahr 1964 unternahm Karl Kortum vom San Francisco Maritime Museum erste Schritte, um das Schiff zu retten. Nachdem die Christophoros 1967 in Achaeos und 1969 in Pioneer umbenannt wurde, erhielt Throckmorton Kortums Erlaubnis, das Schiff für das San Francisco Maritime Museum zu erwerben.

### Als Museumsschiff
Im November 1970 erwirbt das Museum die Pioneer für 14.000 US-Dollar. Zwei Jahre später wird der Segler zunächst von David Groos aus Victoria, British Columbia für eine kanadische Gruppe erworben, bevor er 1975 für 40.000 US-Dollar an die Galveston Historical Foundation geht. Im Jahr 1977 reist ein Restaurierungsteam nach Piräus, um das Schiff, das den Namen Elissa zurückerhalten hatte, wieder seetüchtig zu machen. Nachdem man etwa ein Viertel ihres eisernen Rumpfes ersetzt und wieder mit einem Klippersteven versehen hatte, trat die Elissa 1978 eine Schleppreise nach Gibraltar an, wo sie den Winter 1978–79 bei der Royal Navy Werft auflag. Ebenfalls 1978 nahm man das Schiff in das National Register of Historic Places auf – als erstes Objekt, das sich außerhalb des US-Hoheitsbereichs befand. Am 20. Juli 1979 traf die Elissa schließlich in Galveston ein, wo sie am 4. August des Jahres auch offiziell empfangen wurde. Am 4. Juli 1982 wurde nach abgeschlossener Restaurierung wieder die erste Segelreise in den Golf von Mexiko unternommen. In der Folgezeit unternimmt das Schiff weitere Fahrten und erhält zahlreiche Auszeichnungen für die gelungene Restaurierung und die zugehörige Gruppe von Freiwilligen. Es wurden danach auch weitere Anpassungen an modernere Sicherheitsstandards vorgenommen. Seit 1991 gilt die Elissa als National Historic Landmark, im Oktober des Jahres eröffnet das Texas Seaport Museum. Im Jahr 2000 folgt eine Auszeichnung als eines von “America’s Treasures” (Amerikas Schätzen) durch den National Trust for Historic Preservation und am 18. Juni 2005 ernennt Rick Perry, der Gouverneur von Texas, die Elissa zum offiziellen Großsegler Texas’.